# Ликино-Дулёво
Ликино́-Дулёво — город на востоке Московской области, входит в Орехово-Зуевский городской округ.
Расположен на Мещёре в 78 км восточнее Москвы по Носовихинскому шоссе и в 7 км южнее города Орехово-Зуево, в 12 километрах от города Дрезна. В черте города — железнодорожная станция Дулёво. Близлежащие населённые пункты: деревни Кабаново, Кудыкино, Коротково, Ионово.
Население — 33 945 чел. (2024).

## История
Появление деревень Ликино и Дулёво связывают со временами Ивана Грозного. По другим источникам, деревня Ликина впервые упоминается в переписных книгах церковных земель Владимирского уезда в 1637 году. Тогда в деревеньке было всего четыре двора.
В 1832 году разбогатевший крестьянин Гжельской волости Терентий Кузнецов купил землю на пустоши Дулёво близ деревни Ликино. Кузнецов основал на этом месте Дулёвский фарфоровый завод. Одна из легенд гласит, что рядом с пустошью был ещё и лес, за которым присматривал лесник, Иван Дулёв. Якобы именно от него место стало называться Дулёвом.
В 1930 году Ликино и Дулёво объединились в один рабочий посёлок. 1 декабря 1937 года посёлок Ликино-Дулёво получил статус города районного подчинения. 10 января 2018 получил статус города областного подчинения. С 10 января 2018 до 1 апреля 2019 гг. был центром городского округа Ликино-Дулёво. 1 апреля 2019 года включён в Орехово-Зуевский городской округ. 26 апреля внесено постановление Губернатора Московской области от 26.04.2019 № 187-ПГ «Об отнесении населённых пунктов, административно подчинённых городу Ликино-Дулёво Московской области, в административное подчинение городу Орехово-Зуево Московской области».
В соответствии с законом от 3 июня 2019 года N 93/2019-ОЗ передан в административное подчинение Орехово-Зуеву.

## Достопримечательности
- Храм Иоанна Богослова (1913—1917), архитектор И. Я. Шерер.
- Дворец культуры Дулёвского фарфорового завода (1927—1930), архитектор К. С. Мельников. Памятник истории и культуры.
- Поликлиника (1929—1934), проект архитектора Кузнецова.
- Статуя баскетболиста[9].
- Мемориал погибшим горожанам Ликино-Дулёво[10].
- Памятник ЛиАЗ 677[11].
- Памятник Матвею Кузнецову[12].

## Промышленность
Город является старинным промышленным центром Подмосковья. В нём расположены:
- Дулёвский фарфоровый завод (основан в 1832) — один из крупнейших в России фарфоровых заводов.
- Ликинская прядильно-ткацкая фабрика (основана в 1870, прекратила работу в 2002).
- ЛиАЗ (основан в 1937) — производитель (с 1959 года) автобусов.
- Дулёвский красочный завод (работает с 1931) — крупный производитель красок, пигментов, препаратов золота, деколей для фарфора, фаянса, стекла, стройкерамики, эмальпосуды, ювелирных изделий.
- Предприятия пищевой промышленности: Ликино-Дулёвский филиал АО Ореховохлеб.

## Транспорт
Через город проходит множество автобусных маршрутов, которые связывают Ликино-Дулёво с ближайшими населёнными пунктами. Эти маршруты работают как внутригородские:
- 21 Орехово-Зуево — Ликино-Дулёво (Красочный завод)
- 22 Орехово-Зуево — Куровское
- 23 Орехово-Зуево — Дорофеево
- 24 Орехово-Зуево — Губино
- 26 Орехово-Зуево — Дрезна
- 39 Орехово-Зуево — Язвищи
- 40 Орехово-Зуево — Давыдово
- 42 Орехово-Зуево — Дорохово
- 53 Орехово-Зуево — Егорьевск
- 54 Орехово-Зуево — Шатура
- 391 Ликино-Дулёво — Орехово-Зуево — Москва, станция метро «Партизанская».

В городе работает несколько частных перевозчиков маршрутного такси. Автобусные маршруты дублируются маршрутками. На территории города несколько операторов общегородского такси.
Через город проходят важные магистрали: автомобильное Московское большое кольцо (А108) и Большое кольцо Московской железной дороги. Железнодорожный транспорт представлен пригородными поездами линии Александров — Куровская (часть Большого кольца МЖД), три пары электропоездов ежедневно.

## Образование
- Филиал Славяно-греко-латинской академии
- МОУ Ликино-Дулёвский лицей (Корпуса А и Б[13][14])
- Ликино-Дулёвская школа № 5 (Здание 2) (Бывшая школа № 2)
- Ликино-Дулёвская школа № 3
- Ликино-Дулёвская школа № 4
- МОУ Ликино-Дулёвская СОШ № 5
- Ликино-Дулёвская гимназия
- Профессиональный лицей № 41, бывший — ЛИДИТ, ныне Орехово-Зуевский техникум
- Московский областной колледж информационных технологий, экономики и управления (МОКИТЭУ; ранее — Ликино-Дулёвский автомеханический техникум) — ныне ЛДПК
- ЧОУ «Школа-Росток»
- Центр технического творчества[15]

## Культура, спорт

Памятник Баскетболисту в Ликино-Дулёво

Три стадиона, спорткомплекс, спортшкола, бассейн, школа искусств, центр технического творчества, краеведческий музей, гимназия.
В 2014 году был отреставрирован и введён в эксплуатацию кинотеатр «Мир». Кинотеатр сменил профиль и называется «торгово-развлекательный комплекс „Мир“». В том же году было отреставрировано и перепрофилировано под торговый центр (ТЦ Дворец) административное здание прядильно-ткацкой фабрики.
В городе развит хоккей с мячом: команда «Русич» принимает активное участие в областных и всероссийских соревнованиях.

## Население
| 1926    | 1931    | 1937    | 1939    | 1959    | 1967    | 1970    | 1979    | 1989    | 1992    |
| ------- | ------- | ------- | ------- | ------- | ------- | ------- | ------- | ------- | ------- |
| 11 341  | ↗12 300 | ↗17 200 | ↗18 490 | ↗24 612 | ↗27 000 | ↗27 521 | ↗31 793 | ↗34 203 | ↘34 200 |
| 1996    | 1998    | 2000    | 2001    | 2002    | 2003    | 2005    | 2006    | 2007    | 2008    |
| ↘33 500 | ↘33 300 | ↘33 000 | ↘32 800 | ↘31 440 | ↘31 400 | ↘31 200 | ↘31 100 | ↘31 000 | →31 000 |
| 2009    | 2010    | 2011    | 2012    | 2013    | 2014    | 2015    | 2016    | 2017    | 2018    |
| ↘30 995 | ↗31 321 | ↘31 300 | ↘31 125 | ↘30 927 | ↘30 683 | ↘30 345 | ↘30 069 | ↘29 691 | ↘29 376 |
| 2019    | 2020    | 2021    | 2023    | 2024    |         |         |         |         |         |
| ↘29 036 | ↘28 818 | ↗34 191 | ↘34 013 | ↘33 945 |         |         |         |         |         |

На 1 января 2025 года по численности населения город находился на 447-м месте из 1124 городов Российской Федерации.
По переписи населения 2002 года Ликино-Дулёво было самым моноэтничным городом Подмосковья — русские в нём составляли 97 % населения.

## Статус

территория городского округа Ликино-Дулёво в 2018—2019 гг. на карте ранее существовавшего Орехово-Зуевского района

10 января 2018 года Ликино-Дулёво получил статус города областного подчинения с административной территорией.
В ходе муниципальной реформы и в соответствии с Законом Московской области от 28 февраля 2005 года № 67/2005-ОЗ «О статусе и границах Орехово-Зуевского муниципального района и вновь образованных в его составе муниципальных образований» город стал единственным населённым пунктом муниципального образования городское поселение Ликино-Дулёво, который граничил с сельскими поселениями Горским и Новинским. Площадь территории городского поселения составляла 1781 га (0,98 % от площади территории района, 12-е место).
10 января 2018 года был образован новый городской округ Ликино-Дулёво путём объединения городских поселений Дрезна, Куровское, Ликино-Дулёво и сельских поселений Белавинское, Горское, Давыдовское, Дороховское, Ильинское, Новинское, Соболевское упразднённого Орехово-Зуевского муниципального района.
1 апреля 2019 года городской округ Ликино-Дулёво был упразднён и включён в Орехово-Зуевский городской округ.
В соответствии с законом от 3 июня 2019 года N 93/2019-ОЗ передан в административное подчинение Орехову-Зуеву.

## Города-побратимы
- Турция — Аксарай
- Великобритания — Лейланд[англ.]
- Венгрия — Секешфехервар